# Clara Campoamor
Carmen Eulalia Campoamor Rodríguez, conocida como Clara Campoamor (Madrid, 12 de febrero de 1888- Lausana, 30 de abril de 1972), fue una abogada, escritora, política y defensora de los derechos de la mujer española. Durante la Segunda República, creó la Unión Republicana Femenina y fue una de las principales impulsoras del sufragio femenino en España, que se incluyó en la Constitución de 1931 y fue ejercido por primera vez en las elecciones de 1933. A causa de la guerra civil, tuvo que huir de España y murió exiliada en Suiza.

## Biografía

### Infancia y juventud

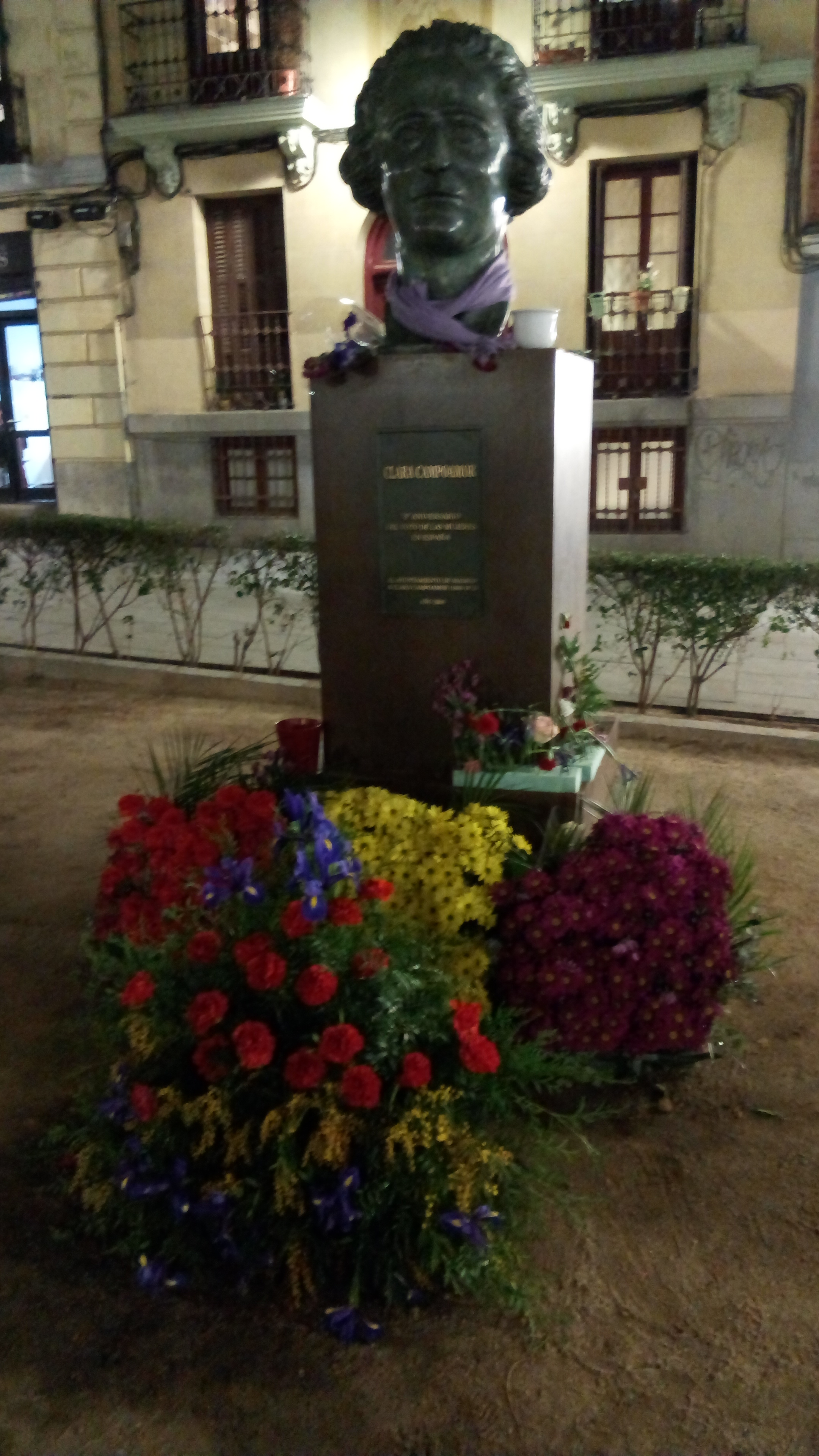
Busto de Clara Campoamor en la plaza Guardias de Corps de Madrid.

Clara Campoamor Rodríguez nació el 12 de febrero de 1888 en Madrid, hija de Pilar Rodríguez Martínez, costurera, y Manuel Campoamor Martínez, contable en un periódico, fue bautizada como Carmen Eulalia. Su familia paterna procedía de Cantabria y Asturias, y la materna de Madrid y Toledo. El matrimonio tuvo dos hijos más, de los que únicamente terminó sobreviviendo Ignacio, que ocupó puestos de responsabilidad política durante la Segunda República.
En 1898, con diez años de edad, la muerte de su padre llevó a Clara a dejar sus primeros estudios para colaborar en la economía familiar. Estuvo trabajando de modista, dependienta comercial y telefonista, y en las oposiciones de junio de 1909 consiguió plaza como auxiliar femenina de segunda clase del cuerpo auxiliar de Telégrafos del Ministerio de la Gobernación, en las primeras oposiciones de auxiliares femeninas de Telégrafos con destinos sucesivos en Zaragoza (unos meses) y San Sebastián (cuatro años). En 1914, ganó una plaza en el Ministerio de Instrucción Pública, con el primer puesto por oposición, lo que le permitió regresar a Madrid, donde fue destinada como profesora especial de taquigrafía y mecanografía en las Escuelas de Adultas. Durante los años siguientes alternó este trabajo con los de traductora de francés y auxiliar mecanógrafa en el Servicio de Construcciones Civiles del propio Ministerio.

### La Tribuna y su conexión con ambientes intelectuales madrileños
Fue también secretaria de Salvador Cánovas Cervantes, director del periódico conservador, maurista, La Tribuna, trabajo que le llevó a interesarse por la política y donde publicó sus primeros artículos en 1920. Allí conoció a la escritora Eva Nelken comprometida también por los derechos de las mujeres. Fue en esta época cuando Campoamor empezó a frecuentar los ambientes intelectuales madrileños y entró en contacto con activistas feministas como la sufragista Carmen de Burgos, empezando a colaborar en diversas asociaciones feministas, dando conferencias y escribiendo para la prensa. Tras licenciarse como abogada  en 1924 también participó en la fundación de dos agrupaciones profesionales: la Federación Internacional de Mujeres de Carreras Jurídicas y el Instituto Internacional de Uniones Intelectuales.

### Derecho y política
En 1920 inició sus estudios de bachillerato, consiguiendo el título y matriculándose luego en la Facultad de Derecho, por la que se licenció el 19 de diciembre de 1924. Con 36 años, se convirtió en una de las pocas abogadas españolas de la época, y pasó a ejercer su profesión. En 1925 se convirtió en la segunda mujer en incorporarse al Colegio de Abogados de Madrid, un mes después que Victoria Kent. Fue la primera abogada en defender un caso ante el Tribunal Supremo. La primera en ocupar la junta directiva del Ateneo de Madrid, la primera mujer en hablar en el Congreso cuando accedió a su escaño en las elecciones de 1931 y la primera entre las españolas en pronunciarse ante la Sociedad de Naciones, antecedente de la actual ONU.
Algunas fuentes deducen que sus ideas sobre la igualdad de las mujeres le acercaron al PSOE, ya que en 1925 escribió el prólogo del libro Feminismo socialista de María Cambrils, dedicado a Pablo Iglesias. Pero nunca llegó a afiliarse a dicho partido, ni aceptó la colaboración de los socialistas con la dictadura de Primo de Rivera. Sí perteneció, en 1929, al comité organizador de la Agrupación Liberal Socialista, que desapareció poco tiempo después. Clara y Matilde Huici, republicanas y enemigas del régimen de Primo de Rivera, propusieron —sin éxito y probablemente fue el motivo por el que la abandonaron poco después de ingresar— que dicha Agrupación se desmarcara de la dictadura. 
Clara Campoamor mantuvo una gran actividad como conferenciante en la Asociación Española de Mujeres Universitarias y en la Academia de Jurisprudencia —donde junto a otras compañeras de promoción fueron las primeras en formar parte de la institución— defendiendo la igualdad de derechos de la mujer y la libertad política. Trabajó con Enrique Martí Jara, amigo de Manuel Azaña en el embrión de Acción Republicana, en cuyo Consejo Nacional figuró al principio. Sin embargo, nunca logró su ideal estratégico: la unión de todos los republicanos en un gran partido de centro con Azaña como delfín natural de Alejandro Lerroux.[cita requerida]
Después de la rebelión de Ángel García Hernández y Fermín Galán en Jaca, y el proceso contra el Comité Revolucionario, Clara asumió la defensa de algunos de los implicados, entre los que se encontraba su hermano Ignacio.

### El sufragio femenino
En el primer tercio del siglo XX en España destacaron las movilizaciones de grupos como la Agrupación Femenina Socialista de Madrid, las republicanas radicales Damas Rojas, las sufragistas Cruzada de Mujeres Españolas, o la Unión de Mujeres de España. Campoamor estuvo en contacto con activistas sufragistas como Carmen de Burgos.

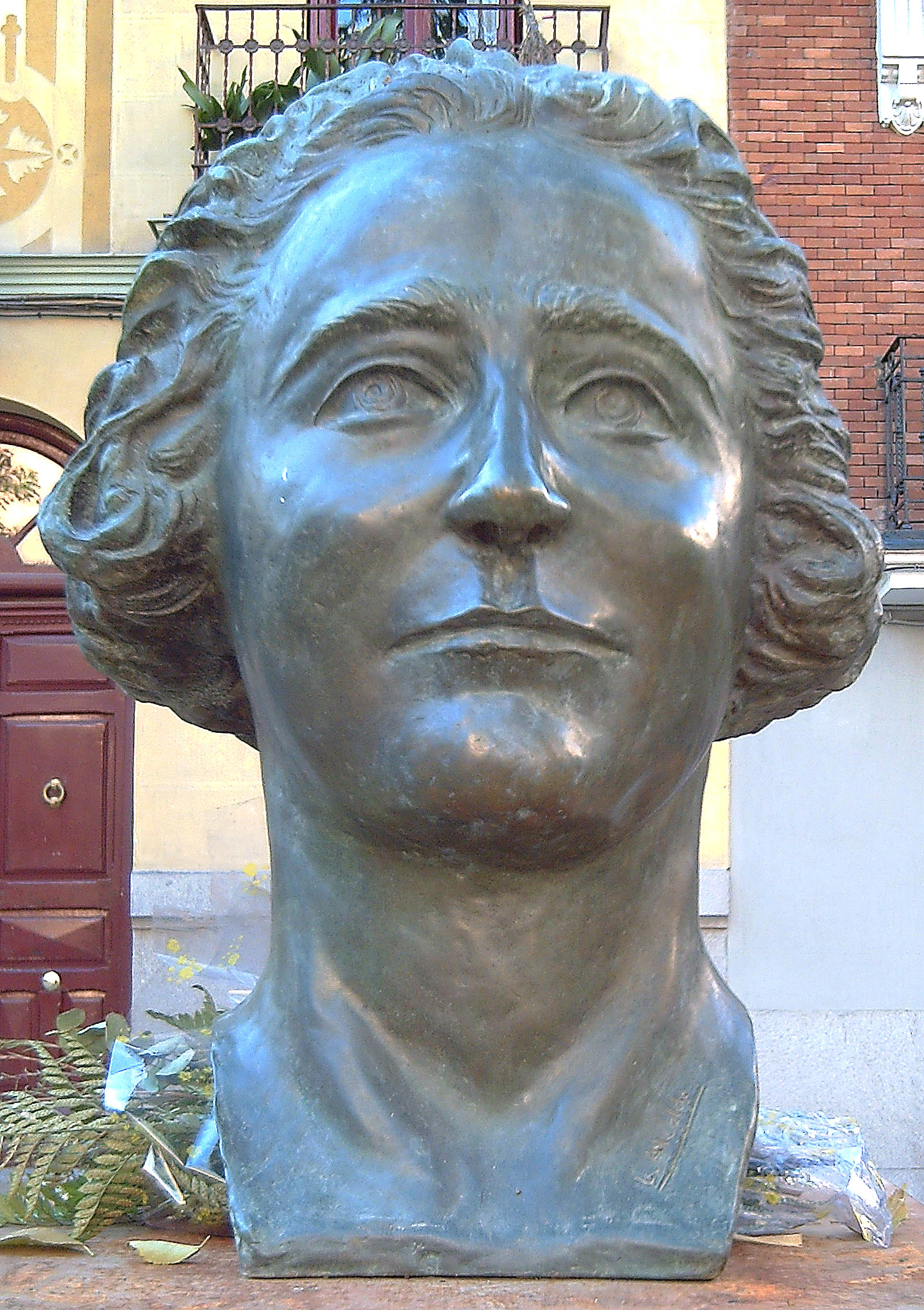
Busto de Clara Campoamor en las inmediaciones del Centro Conde Duque de Madrid, obra de Lucas Alcalde.

Tras proclamarse la Segunda República, Clara Campoamor fue elegida diputada por la circunscripción de la ciudad de Madrid en las elecciones de 1931 —entonces las mujeres podían ser elegidas, pero no podían votar— por el Partido Radical, al que se había afiliado por haberse proclamado este «republicano, liberal, laico y democrático», constantes de su propio ideario político.
Durante el periodo de las Cortes Constituyentes de 1931 formó parte del equipo que elaboró el proyecto de la Constitución de la nueva República integrada por veintiún diputados. En dicho organismo luchó por establecer la no discriminación por razón de sexo, la igualdad jurídica de los hijos e hijas habidos dentro y fuera del matrimonio, el divorcio y el sufragio universal, a menudo llamado «voto femenino». Consiguió todo, excepto lo relativo al voto, que tuvo que debatirse en las Cortes de España.
Los partidos republicanos de corte radical no querían que la mujer votase porque se suponía que estaba muy influida por la Iglesia y votaría a favor de la derecha. Por ello, el Partido Radical Socialista enfrentó a Clara con otra reconocida diputada, Victoria Kent, contraria al voto de las mujeres. El debate final celebrado el 1 de octubre fue un acontecimiento. Campoamor fue considerada como la vencedora y la aprobación del artículo 36 que posibilitó el sufragio femenino se logró con 161 votos a favor por 121 en contra. Contó con el apoyo de la mayor parte del Partido Socialista —con algunas excepciones importantes como la de Indalecio Prieto—, buena parte de la derecha —con algunas excepciones importantes como la de José Calvo Sotelo—, casi todos los diputados de Esquerra Republicana de Catalunya y pequeños grupos republicanos como los progresistas y la Agrupación al Servicio de la República. En contra votaron Acción Republicana, el Partido Radical Socialista y, lo que más pudo contrariar a Clara, el propio Partido Radical salvo otros cuatro compañeros. Ni ella ni Victoria Kent consiguieron renovar sus escaños en las elecciones de 1933 aunque Alejandro Lerroux le ofreció a Clara el puesto de directora general de Beneficencia y Asistencia Social. Un mes después de la votación, en noviembre de 1931, Campoamor creó la Unión Republicana Femenina, centrada en promover campañas a favor del sufragio femenino junto a actividades políticas y culturales en colaboración con los radicales.
Además de su lucha por el voto femenino Campoamor estuvo también muy implicada en la elaboración de la Ley de Divorcio (1932) y defendió en el Congreso el abolicionismo de la prostitución como una forma de garantizar la igualdad entre hombres y mujeres.

### Directora general de Beneficencia
Como directora general de Beneficencia en el gobierno radical, en mayo de 1934, Campoamor impulsó una Bolsa de Trabajo de Ciegos para facilitar un trabajo "que los honre" y "para que desaparezca la mendicidad de los ciegos en la calle". A los ciegos mayores de 60 años se les concedió una pensión de 1.000 pesetas anuales. A finales de mayo habían sido concedidas cerca de cien pensiones. 
 

En enero de 1935, la organización de Clara Campoamor, Unión Republicana Femenina se sumó a Izquierda Republicana.

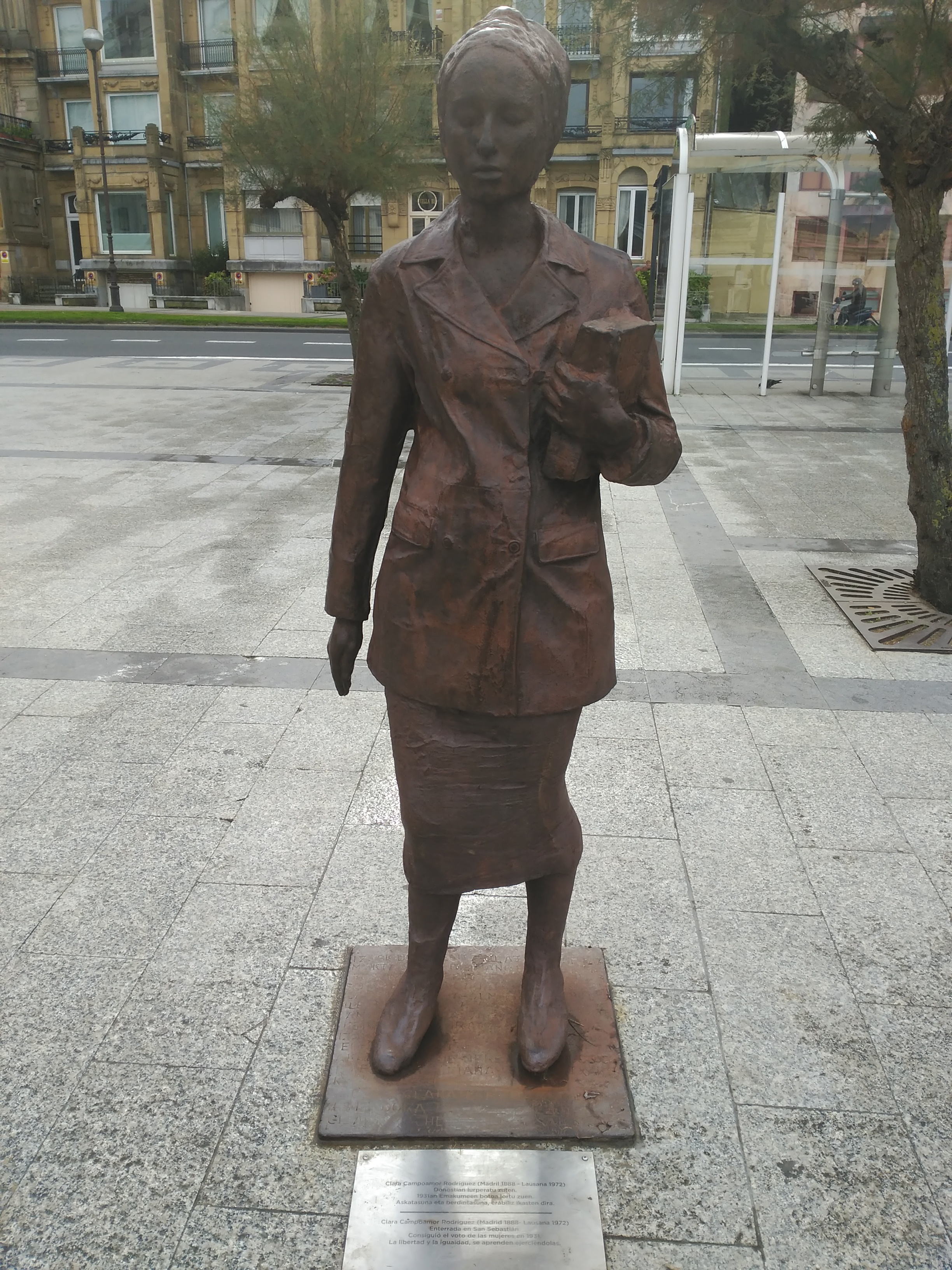
Estatua de Clara Campoamor en San Sebastián

En 1934, Clara Campoamor abandonó el Partido Radical por su subordinación a la CEDA y los excesos en la represión de la insurrección revolucionaria en Asturias. Pero cuando ese mismo año intentó —con la mediación de Santiago Casares Quiroga— unirse a Izquierda Republicana —fusión de radicalsocialistas, azañistas y galleguistas—, su admisión fue denegada. Fue entonces cuando escribió y publicó, en mayo de 1936, Mi pecado mortal. El voto femenino y yo, todo un testimonio personal de sus luchas parlamentarias.

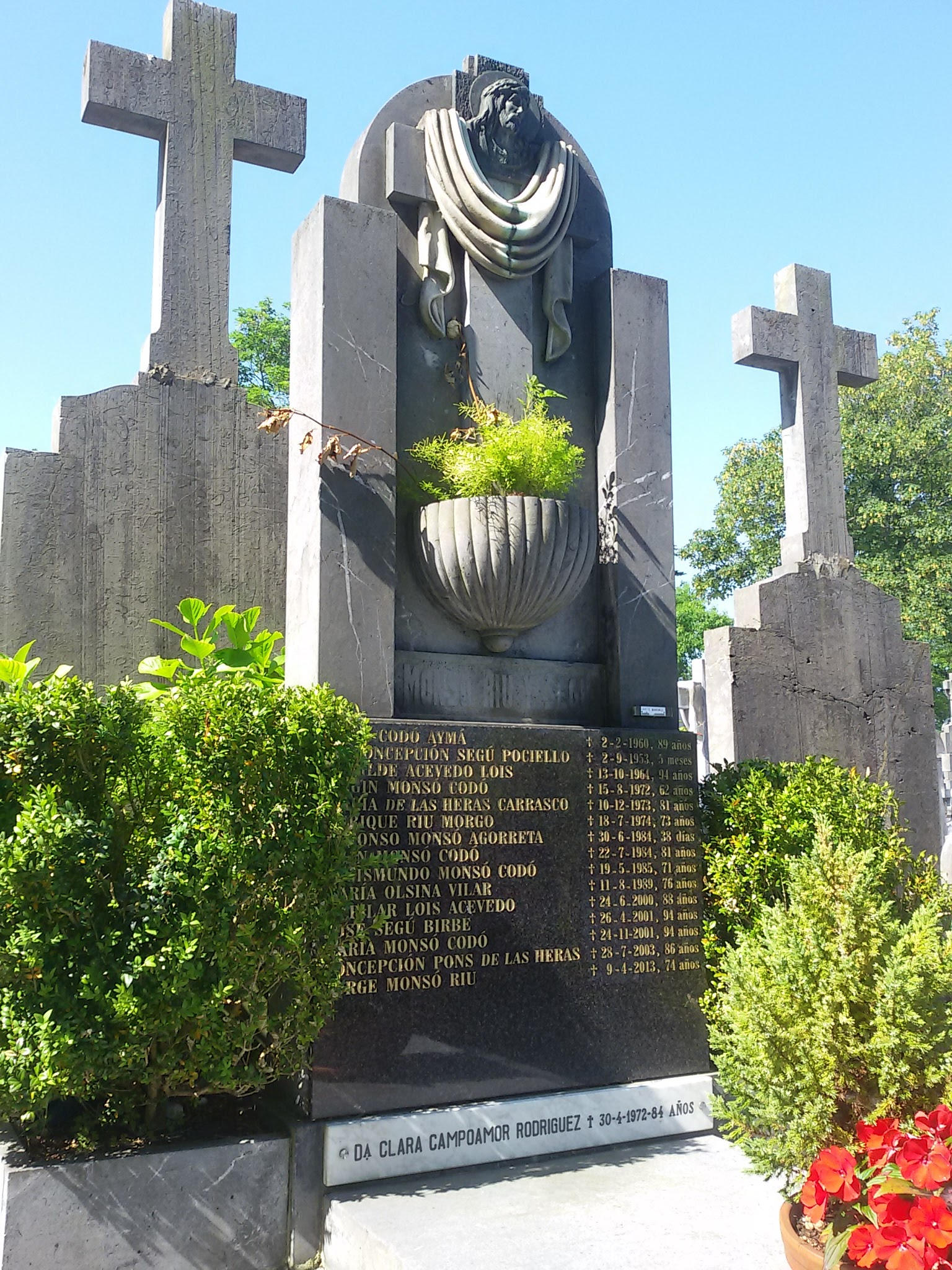
Clara Campoamor está enterrada en el panteón de la familia Monsó Riu en el cementerio de Polloe de San Sebastián.

### Exilio
Al estallar la Guerra Civil, y por miedo a ser represaliada por el Frente Popular, como así dejó escrito en sus memorias, decide abandonar Madrid, exiliándose a Lausana, donde trabajó como traductora, después a Buenos Aires y posteriormente regresó a Lausana, donde murió. Ella misma expresó sobre su huida, La anarquía que reinaba en la capital ante la impotencia del gobierno, y la falta absoluta de seguridad personal, incluso para las personas liberales –sobre todo, quizá, para ellas– me impusieron esta medida de prudencia.
Es reseñable que durante su viaje al exilio desde el puerto de Alicante hacia Génova, tuvo un incidente en el barco de bandera alemana en el que escapaba, en el cual sufrió amenazas de falangistas presentes en el barco.
Tras la victoria franquista se abrió un proceso contra ella acusada de masona, por el que habría sido condenada a doce años de cárcel de haber regresado a España.
Durante su exilio compaginó sus empleos con la escritura de diversas obras sobre feminismo y sobre su experiencia en el ámbito político. En París publicó La revolución española vista por una republicana, donde narra su experiencia en Madrid, mostrándose crítica con el comportamiento de los republicanos. Vivió más de una década en Buenos Aires, donde se ganó la vida traduciendo, dando conferencias y escribiendo biografías (de Concepción Arenal, sor Juana Inés de la Cruz, Quevedo...). Publicó veintinueve textos divulgativos en la revista femenina Chabela entre 1943 y 1945 e hizo traducciones de pane lucrando del francés, por ejemplo de Víctor Hugo y de Émile Zola. Intentó regresar a España a finales de la década de 1940, pero desistió al conocer la noticia de que estaba procesada por su pertenencia a una logia masónica.
En 1955, se instaló en Lausana (Suiza), donde trabajó en un bufete de abogados hasta que perdió la vista. Murió de cáncer el 30 de abril de 1972. Debido a que tampoco se permitiría que su cuerpo fuese trasladado a España, tuvo que ser incinerado, las cenizas llevadas clandestinamente al país y días después trasladadas al cementerio de Polloe en San Sebastián. Allí se conservan hasta la actualidad, en el panteón de la familia Monsó Riu, por ser Clara madrina de la familia.

## Reconocimientos y honores

### Distinciones
Tras la Transición, se llevaron a cabo homenajes y reconocimientos que fueron valorados como escasos por organizaciones por igualdad de la mujer, diversos institutos, colegios, centros culturales, asociaciones de mujeres, parques y calles recibieron su nombre.

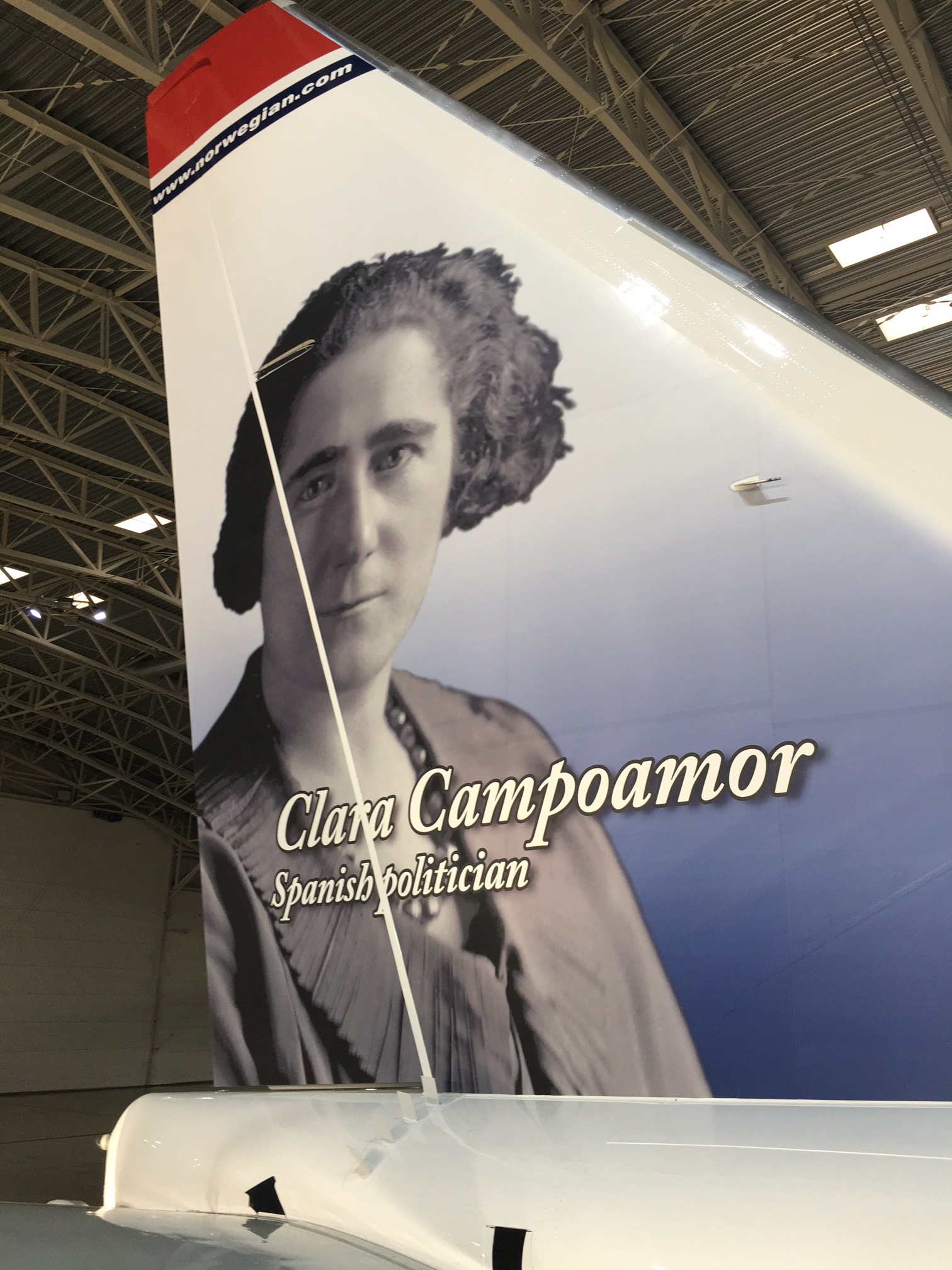
Homenaje a Clara Campoamor en el estabilizador vertical de un Boeing 737-800 de Norwegian Air Shuttle.

Entre estos reconocimientos destaca, por su repercusión e importancia, la creación en el año 2005 del Premio Mujer y Parlamento «Clara Campoamor» que otorgan el Congreso de los Diputados, el Senado y el Ministerio de la Presidencia. Este galardón reconoce las obras o estudios que aportan conocimiento o subrayan el significado de la participación de las mujeres en la vida política y especialmente parlamentaria. El objetivo de este Premio Mujer y Parlamento «Clara Campoamor» es reconocer y visualizar la actividad política de las mujeres a lo largo de la historia. Entre los galardonados figuran Álvaro de Diego González y Julia Sevilla Merino.
En 1988 Correos lanzó un sello de conmemoración del primer centenario del nacimiento de Clara Campoamor, quien había ingresado en 1909 como auxiliar femenina de segunda clase del cuerpo auxiliar de Telégrafos.
En 2006, 75.º aniversario de la aprobación del sufragio femenino en España, diversos colectivos promovieron una campaña para pedir el reconocimiento por parte del Congreso de los Diputados de sus aportaciones con la colocación de un busto en sus instalaciones. 
En 2007, el Ministerio de Fomento botó el buque polivalente Clara Campoamor (BS-32), bautizado en su honor y operado por la Sociedad de Salvamento y Seguridad Marítima.
En 2021 para conmemorar el 90.º aniversario de la aprobación del sufragio femenino, SER Podcast lanzó Clara conquista, que constaba de dos episodios.
En 2022, el retrato de Campoamor pasó a ser el tercero de una mujer jamás incorporado a la Galería de Retratos del Ateneo de Madrid.

### Dedicación de monedas de euro
En noviembre de 2006, el PSOE presentó una proposición no de ley solicitando al Gobierno, del mismo partido político, que las políticas de igualdad tuvieran también su reflejo en la acuñación del euro. La figura femenina elegida para que apareciera en las futuras monedas de euro fue la de Clara Campoamor, por ser la principal defensora del voto femenino en la Segunda República, proposición que finalmente fue aprobada el 12 de junio de 2007, por el Pleno del Congreso, con el apoyo de todos los grupos parlamentarios salvo el Partido Popular, que se abstuvo; sin embargo, dicha iniciativa no se llevó a cabo.

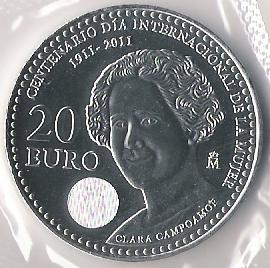
Moneda conmemorativa de 20 euros de 2011 celebrando el centenario del Día Internacional de la Mujer (8 de marzo), y los 80 años de la aprobación del sufragio femenino en España, con Clara Campoamor en el reverso.

No obstante, finalmente, en 2011, con motivo del centenario del Día Internacional de la Mujer (8 de marzo) y los 80 años de la aprobación del sufragio femenino en España, la Fábrica Nacional de Moneda y Timbre (FNMT) acuñó una moneda conmemorativa de plata, de tirada limitada, con valor facial de 20 euros, que muestra la efigie de Clara Campoamor y la inscripción: CENTENARIO DÍA INTERNACIONAL DE LA MUJER 1911-2011 / CLARA CAMPOAMOR en el reverso, en el anverso los retratos de los reyes Juan Carlos I y Sofía.
Años más tarde, en 2022, la misma institución, la FNMT, de nuevo, decidió dedicar, a su figura, una moneda conmemorativa de plata por valor facial de 10 euros en este caso, coincidiendo con el Día Internacional de la Mujer, en la que aparece, en su reverso, la imagen de Clara Campoamor en un mitin político realizado el 5 de abril de 1931 en el Frontón Urumea de San Sebastián, a su izquierda el símbolo de la mujer en color morado, debajo, grabadas en mayúsculas, las divisas IGUALDAD, LIBERTAD y PROGRESO. Del mismo color es el círculo que envuelve el margen de esa cara de la moneda y que, incluye, al mismo tiempo, la inscripción 8M - DÍA INTERNACIONAL DE LA MUJER / Clara Campoamor. En el anverso, se reproduce el retrato del rey Felipe VI. La edición se limitó a 7000 unidades, en palabras de la propia institución los motivos de dicha distinción fueron los siguientes:

"Con motivo de la celebración del Día Internacional de la Mujer, y rindiendo un homenaje a la abogada y política Clara Campoamor, la Real Casa de la Moneda emite una nueva moneda de colección de plata dedicada a una mujer abanderada de la igualdad, la libertad y el progreso, que luchó por el derecho al sufragio femenino."

### Dedicación de espacios públicos, estatuas y esculturas

#### Barcelona

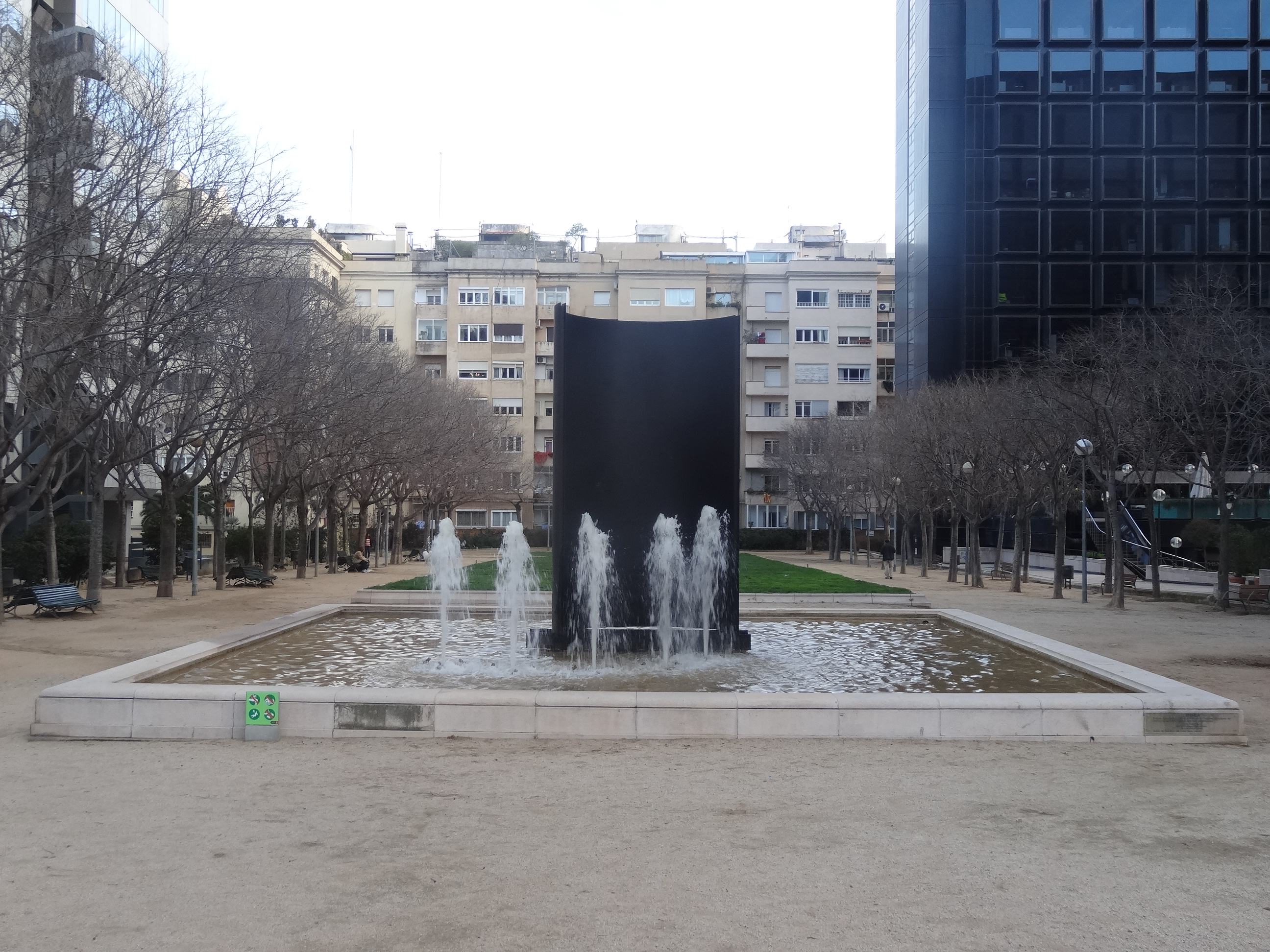
Los jardines de Clara Campoamor, en la Avenida Diagonal, 609-615, de Barcelona.

El Ayuntamiento de Barcelona le dedicó, en su memoria, un parque público, los jardines de Clara Campoamor, situados en la avenida Diagonal, 609-615, en el barrio de Les Corts, siendo inaugurados el 3 de diciembre de 1994.

#### Madrid
El Ayuntamiento de Madrid creó en 2006 un premio con su nombre, que en su primera edición el 8 de marzo fue entregado a la abogada y feminista, María Telo Núñez. Ese mismo día se inauguró en la plaza de las Guardias de Corps de Madrid, un busto de Clara Campoamor realizado por el escultor Lucas Alcalde. En verano de 2016 el busto de Clara Campoamor de Madrid fue robado de su emplazamiento. El Ayuntamiento de la ciudad tomó la decisión de reponerlo, por razones artísticas y sociales, encargándoselo al mismo escultor y siendo nuevamente instalado en el mismo lugar, en diciembre de 2017.
El septiembre de 2020, se iniciaron los trámites para poner en la estación de tren de Madrid-Chamartín, por lo que el 23 de diciembre de 2020, dicha estación pasó a llamarse Madrid-Chamartín-Clara Campoamor.

#### San Sebastián
Ese mismo año 2011 se colocó en la plaza Clara Campoamor de San Sebastián una escultura de la artista Dora Salazar que representa a Clara Campoamor, a tamaño real de pie con un libro en la mano. En 2017 la escultura fue trasladada a la céntrica plaza Vinuesa, junto al paseo de La Concha.

#### Sevilla

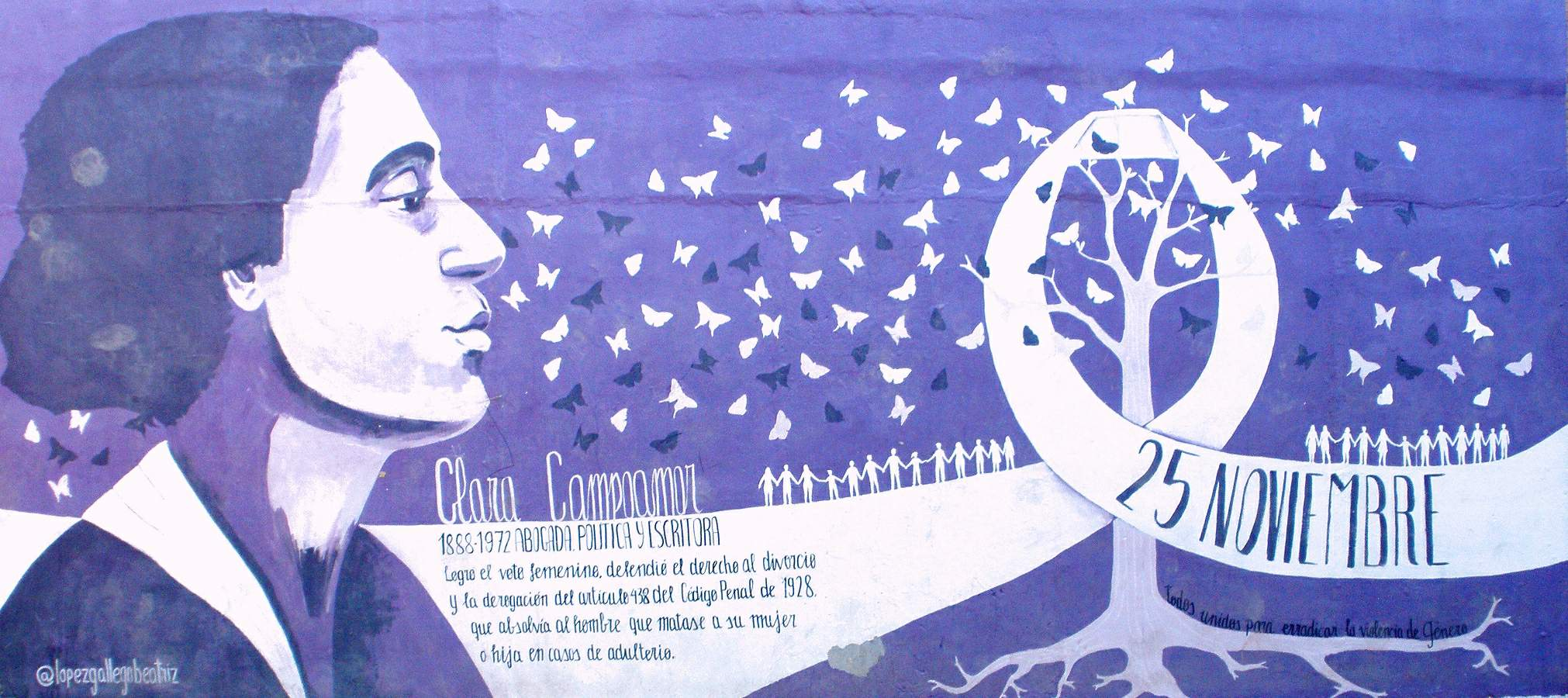
Mural memorial de Clara Campoamor en el ayuntamiento de Camas (Sevilla)

En 2007 se inauguró un monumento a esta política, realizado por Anna Jonsson, en la plaza de la Pescadería de Sevilla. Fue una iniciativa de la Asociación de Mujeres Gabiana que contó con el apoyo del Ayuntamiento y el patrocinio de la Caja San Fernando.

#### Zaragoza
En Zaragoza, una calle lleva su nombre en el barrio del Actur-Rey Fernando. Además, desde junio de 2019, el Instituto de Educación Secundaria situado en el barrio Parque Goya pasó a llamarse IES Clara Campoamor Rodríguez tras un proceso participativo de su comunidad educativa.

#### Calles
Desde diciembre de 2016 el Ayuntamiento de Bilbao puso en honor a su memoria el nombre a una calle en la zona de Zorroza. En el barrio de La Galera de Las Palmas de Gran Canaria, una calle lleva su nombre, calle Clara Campoamor (Sufragista). En 2020 la avenida del General Primo de Rivera de Cáceres cambió su nombre por el de avenida Clara Campoamor, y también cuenta con calles en otras ciudades como Santander o Santiago de Compostela.

## Obras
- El derecho de la mujer en España (1937).
- El voto femenino y yo: mi pecado mortal (1936).
- La révolution espagnole vue par une républicaine (1937). La primera edición fue en París. Posteriormente se hicieron varias traducciones al español.
- La revolución española vista por una republicana, reeditado en 2018 por la editorial Renacimiento y traducido por Luis Español Bouché.[39][40]
- El pensamiento vivo de Concepción Arenal (1943).
- Sor Juana Inés de la Cruz (1944).
- Vida y obra de Quevedo (1945).
- Heroísmo criollo: la Marina argentina en el drama español (1939-1983), Buenos Aires. Editado en 1939 por Talleres Gráficos Fanetti & Gasperini y reeditado en 1983 por el Instituto de Publicaciones Navales. Libro escrito conjuntamente con el diputado republicano Federico Fernández de Castillejo, también exiliado.
- Del amor y otras pasiones. Artículos literarios.[41] (artículos y dos entrevistas inéditas, recogidos por al trabajo de investigación realizado por Beatriz Ledesma Fernández de Castillejo, que también, lo ha antologado y prologado para la 'Colección de Cuadernos de Obra Fundamental' del Banco Santander).[42]
- La forja de una feminista. Artículos periodísticos. 1920-1921, edición de Isabel Lizarraga Vizcarra y Juan Aguilera Sastre, Sevilla, Renacimiento (2019).
- Del Foro al Parlamento. Artículos periodísticos 1925-1934, edición de Isabel Lizarraga Vizcarra y Juan Aguilera Sastre, Sevilla, Renacimiento (2021).

## En la ficción
| Año  | Película                                        | Director/a      | Actriz             |
| ---- | ----------------------------------------------- | --------------- | ------------------ |
| 2011 | Clara Campoamor, la mujer olvidada              | Laura Mañá      | Elvira Mínguez     |
| 2020 | El Ministerio del Tiempo: La memoria del tiempo | Javier Olivares | María Morales      |
| 2024 | Victoria viene a cenar                          | Carmen Nieves   | Teresa Soria Ruano |